# 내가 죽던 날
《내가 죽던 날》은 2020년에 개봉한 대한민국의 영화이다. 
단편 〈여고생이다〉(2008)로 제10회 서울국제여성영화제 아시아 단편경선에서 최우수상을 수상했던 박지완 감독의 장편 데뷔작이다. 복직을 앞둔 형사 현수(김혜수)가 외딴섬에서 벌어진 10대 여성 세진(노정의)의 살인 사건을 맡으면서 벌어지는 일을 다루며 박지완 감독이 직접 시나리오를 썼다.

## 캐스팅
- 김혜수 : 김현수 역
- 이정은 : 순천댁 역
- 노정의 : 정세진 역
- 김선영 : 민정 역
- 이상엽 : 형준 역
- 문정희 : 정미 역
- 김정영 : 상사 역
- 임성재 : 김 순경 역
- 강연정 : 도연 역
- 강신철 : 김영기 역
- 박지훈 : 정용진 역
- 정영기 : 최 변호사 역
- 김정민 : 김지영 역
- 박미현 : 가사도우미 역
- 정지우 : 이순정 / 태풍 속보 리포터 (목소리) 역
- 김정호 : 이장 역
- 윤가현 : 연지네 역
- 심소영 : 철이네 역
- 이용이 : 황씨할머니 역
- 전현숙 : 황씨네 역
- 장문규 : 철이네 아저씨 / 경찰과장 (목소리) 역
- 윤현길 : 현수 담당의 역
- 정은경 : 세탁소 주인 역
- 이종윤 : 지서 담당 형사 역
- 이태용 : 지서 형사 2 역
- 이윤재 : 동료 1 역
- 장지용 : 동료 2 역
- 하시연 : 동료 3 역
- 김우진 : 동료 4 역
- 유순웅 : 영기 장인 역
- 윤성원 : 검찰청 실무관 역
- 보라나 : 커피숍 아주머니 역
- 윤병희 : 세진 담당의 역
- 오세영 : 제과점 직원 1 역
- 박미리 : 제과점 직원 2 역
- 문강혁 : 제과점 직원 3 역
- 이지훈 : 경비원 역
- 하민 : 새 집주인 아줌마 역
- 고청휘 : 도서관 사서 1 역
- 정수지 : 도서관 사서 2 역
- 장정인 : 병원선 의사 역
- 현우석 : 세진 친구 역
- 최예은 : 공방 직원 역
- 오지영 : 공방 매니저 역
- 차영남 : 형준 처남 역
- 송인서 : 학원차 운전자 역
- 박승배 : 진혁 역
- 류제승 : 납골당 담당자 역
- 유인 : 현수 남편 비서 역
- 홍성호 : 남자 상사 역
- 이가경 : 예식장 직원 1 역
- 지운 : 예식장 직원 2 역
- 김근배 : 과거 수사팀 1 역
- 김석환 : 과거 수사팀 2 역
- 김낙연 : 과거 수사팀 3 역
- 박동일 : 현재 경찰팀 1 역
- 하동일 : 현재 경찰팀 2 역
- 김근수 : 맥주집 종업원 1 역
- 정수진 : 맥주집 종업원 2 역
- 신용진 : 현수남편 동료 변호사 1 역
- 정태웅 : 이동철 역
- 봉미영 : 순정 모 역
- 임윤비 : 최은주 역
- 한진우 : 지영남편 역
- 김아라 : 형준 여자친구 역
- 김상호 : 아나운서 (목소리) 역
- 조한철 : 오 변호사 역 (특별출연)
- 김태훈 : 현수남편 역 (특별출연)

## 같이 보기
- 2020년 대한민국의 영화 목록

## 수상
- 2020년 제16회 제주영화제 후보 아일랜드시네마
- 2021년 제3회 평창국제평화영화제 후보 스펙트럼 K
- 2021년 제57회 백상예술대상 영화부문 각본상 (박지완)